# Hans Werner Tobler
Hans Werner Tobler  (* 1. August 1941; heimatberechtigt in Lutzenberg und Stäfa) ist ein Schweizer Historiker und emeritierter Professor für Neuere allgemeine Geschichte an der ETH Zürich.

## Leben
Tobler studierte allgemeine Geschichte, Geographie und Wirtschaftsgeschichte an der Universität Zürich mit einem Studienaufenthalt in Paris. Er promovierte 1967 in Zürich zu einem Thema der italienisch-französischen Geschichte im 20. Jahrhundert (Silvio Trentin und die Widerstandsbewegung „Libérer et fédérer“. Eine Untersuchung über die geistigen Beziehungen zwischen antifaschistischer Emigration und südfranzösischer Résistance im Zweiten Weltkrieg). Zwischen 1967 und 1970 arbeitete er als Assistent und Oberassistent am Historischen Seminar der Universität Zürich. 1970/71 hielt er sich zu einem Forschungsaufenthalt als Investigador Visitante am Colegio de México in Mexiko-Stadt und in Washington D.C. zur Geschichte Mexikos im späten 19. und 20. Jahrhundert auf. Bis 1973 war er als wissenschaftlicher Mitarbeiter an der Universität von Mexiko-Stadt tätig. Per 1. Oktober 1973 wurde er an die ETH Zürich berufen, wo er zunächst als ausserordentlicher Professor und vom 1. Oktober 1979 bis 2006 als ordentlicher Professor für Neuere allgemeine Geschichte tätig war. Forschungsaufenthalte führten ihn nach Paris, Mexiko und Washington, D.C.
Den Schwerpunkt seiner wissenschaftlichen Tätigkeit bilden die neuere Geschichte Lateinamerikas, die Sozialgeschichte Chinas und Mexikos, die Revolutionsgeschichte, speziell Fragen der vergleichenden Revolutionsgeschichte im 19. und 20. Jahrhundert sowie die Geschichte der Auswanderung.
Seit 2003 ist er ordentliches Mitglied der Academia Europaea.

## Schriften (Auswahl)
- Staatliche und parastaatliche Gewalt in Lateinamerika, Vervuert, Frankfurt am Main 1991.
- Die mexikanische Revolution. Gesellschaftlicher Wandel und politischer Umbruch 1876–1940, Suhrkamp, Frankfurt am Main 1992.
- Handbuch der Geschichte Lateinamerikas, Bd. 3: Lateinamerika im 20. Jahrhundert, Klett-Cotta, Stuttgart 1996.
- Eine kleine Geschichte Mexikos, Suhrkamp, Frankfurt am Main 2007.
- Lateinamerika und die USA im «langen» 19. Jahrhundert, Böhlau, Köln 2009.